# さくらんぼ 母ときた道
『さくらんぼ 母ときた道』（中国題：櫻桃）は、2008年に公開した中日国際共同製作映画である。監督は張加貝、脚本は張芸謀監督『初恋のきた道』の鮑十、主演は中国の実力派女優の苗圃で、全篇中国雲南省で撮影された。107分。

## 主な受賞歴
ノミネート
2007年：第20回東京国際映画祭「アジアの風」部門
2008年：第38回インド国際映画祭「Cinema of The World」部門
受賞
2007年：第17回永楽杯・上海映画批評家大賞
2007年：2007年度中国映画ベスト10／最優秀主演女優賞

## 記録
- 2008年10月10日 - ノベライズ本発売 ISBN 978-4-7816-0010-9
- 2008年11月1日 - イメージサウンドトラック：企画制作：Edition Efua（エディション・エファ）
- 2009年10月23日 - DVD発売：ハピネット